# Santiago Challenger 1996
Il Santiago Challenger 1996 è stato un torneo di tennis facente parte della categoria ATP Challenger Series nell'ambito dell'ATP Challenger Series 1996. Il torneo si è giocato a Santiago in Cile dal 2 all'8 dicembre 1996 su campi in terra rossa.

## Vincitori

### Singolare
Guillermo Cañas ha battuto in finale  Franco Squillari con il punteggio di 7–6, 6–1

### Doppio
Gastón Etlis /  Martín Rodríguez hanno battuto in finale  Alejandro Aramburu /  Ramón Delgado con il punteggio di 6–4, 6–4